# Weekend of Terror
Pour plus de détails, voir Fiche technique et Distribution.
Weekend of Terror est un téléfilm américain produit par Paramount Television et diffusé originellement sur ABC le 8 décembre 1970.

## Synopsis
Eddy et Larry essayent de faire fortune en demandant des rançons, mais Louise, qu'ils avaient enlevée, meurt accidentellement. Ils décident donc d'enlever quelqu'un d'autre pour la remplacer.
Sœur Frances et sœur Ellen vont accueillir sœur Meredith à la gare routière. Sur le chemin du retour au couvent, leur voiture tombe en panne. Elles sont prises en auto-stop par Eddy, qui les enferme à la cave.
Pendant la nuit, sœur Meredith entend à travers la porte qu'ils vont l'échanger contre la rançon dans un motel pendant que les deux autres sœurs seront tuées. Après une première tentative d'évasion infructueuse, elle parvient à convaincre Larry de ne pas les tuer. Sœur Ellen est conduite au motel, où elle doit être retrouvée par la police.
Eddy réalise que les sœurs Meredith et Frances sont vivantes en revenant de collecter la rançon. Alors qu'il va les tuer, Larry s'interpose. Au cours de la bagarre, Eddy est tué. Larry prend la fuite en emmenant avec lui sœur Meredith et la rançon. 

## Fiche technique
- Titre original : Weekend of Terror
- Titre français : Weekend of Terror
- Réalisation : Jud Taylor
- Scénario : Lionel E. Siegel
- Direction artistique : Walter M. Jefferies
- Décors : Richard Friedman
- Photographie : Lester Shorr
- Montage : Donald R. Rode
- Musique : Richard Markowitz
- Production : Joel Freeman
- Société de production : Paramount Television
- Pays d'origine : États-Unis
- Format : Couleurs - 35 mm - 1,33:1 - Mono
- Genre : thriller
- Durée : 74 minutes
- Date de première diffusion : 8 décembre 1970

## Distribution
- Robert Conrad : Eddie
- Carol Lynley : sœur Meredith
- Lee Majors : Larry
- Lois Nettleton : sœur Ellen
- Jane Wyatt : sœur Frances
- Kevin Hagen : lieutenant Papich
- Tod Andrews : Wedemeyer
- Gregory Sierra : sergent de police
- Ann Doran : sœur Nadine
- Ford Lile : Hamilton
- Barbara Barnett : Louise
- Byron Clark : gardien
- William Lally : employé de bureau
- Buck Young : homme

## Autour du film
Le film a été tourné à Apple Valley, en Californie.